# 伊籍
伊 籍（い せき、生没年不詳）は、中国後漢末期の政治家。字は機伯。兗州山陽郡東緡県（現在の山東省済寧市金郷県）の人。

## 事績
荊州刺史の劉表と同郷であり、若い頃から劉表に仕えていた。劉表の在世時から劉備に接近し、劉表の死後は劉備に仕えた。
劉備の益州侵攻に随行し、益州平定後に左将軍従事中郎に任命された。これは簡雍・孫乾らに次ぐ待遇であった。
呉に使者として赴いた際、孫権は伊籍の弁舌の才を知っていたので、逆に言い負かしてやろう考えた。伊籍が入ってきて拝礼したところで、孫権は「無道の主君に仕えて苦労しているのか？」と言った。伊籍は「一度拝礼して一度起つのを苦労とは言いません」と暗に孫権を非難した。伊籍の機智は全てこのようであったので、孫権はたいそう見事だと感心したという。
後に昭文将軍に昇進し、諸葛亮・法正・劉巴・李厳と共に蜀の法律である蜀科を起草した。

## 三国志演義
小説『三国志演義』では、劉備の乗馬が凶馬的盧であると指摘したり、蔡瑁による劉備暗殺計画を伝えるなど、劉備に好意的な人物として描かれている。また、馬良・馬謖兄弟を推挙している。